# Fada-madrinha

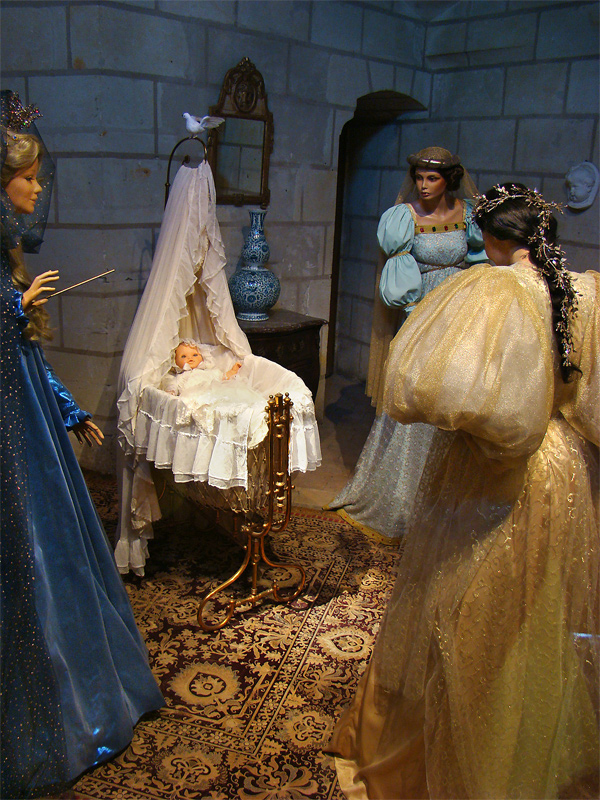
Fada-madrinha do conto de fadas A Bela Adormecida

Fada-madrinha é uma personagem muito comum nos chamados contos de fadas, sendo uma entidade mágica que protege e sempre aparece para atender os desejos e interesses de seus protegidos.
Em alguns contos de fadas a fada-madrinha é uma senhora, geralmente de idade, por vezes utilizando uma varinha mágica, que protege alguém durante toda a vida. As princesas têm sempre uma fada-madrinha, mas embora seja madrinha das princesas, também pode ser de pessoas pobres. Nos contos tradicionais, essas fadas costumam oferecer pão e pôr moedas nas meias dos pobres. Entre os gauleses elas recebem uma homenagem especial no dia 5 de fevereiro.
Entre os contos mais conhecidos pela figura de uma fada-madrinha temos Cinderela, A Bela Adormecida e Pele de Burro.

## No cinema e na televisão
- No filme Cinderela da Disney de 1950, temos uma das mais famosas representações da fada-madrinha. Aqui ela é uma senhora que transforma uma abóbora em carruagem e ratinhos em cavalos para satisfazer os desejos da afilhada, Cinderela.
- Em outro clássico da Disney, A Bela Adormecida (1959), temos a presença de três fadas-madrinhas que abençoam a princesa Aurora com seus presentes mágicos. Também temos uma fada-madrinha perversa, Malévola, que amaldiçoa Aurora com o feitiço do sono eterno.
- A série em desenho animado Os Padrinhos Mágicos da Nickelodeon tem como tema central as fadas-madrinhas (traduzidas aqui como padrinhos mágicos) do garoto Timmy Turner. Aqui as fadas-madrinhas servem para acudir crianças tristes por algum motivo, concedendo a elas qualquer coisa que desejarem.
- Uma fada-madrinha também aparece no filme Shrek 2 (2004). Aqui ela parece ser bem mais maliciosa e poderosa, revelando-se a principal vilã do filme.
- Em dois episódios do seriado de animação espanhol Sandra, a Detetive Encantada, a fada-madrinha aparece para dar pistas a Sandra.
- Em Malévola (2014), baseado em A Bela Adormecida da Disney, temos como protagonista a Malévola, famosa por ser uma fada-madrinha perversa. Ao longo do filme, Malévola acaba se afeiçoando à princesa Aurora.
- Na adaptação de 2015 de Cinderela, a fada-madrinha da protagonista é encarnada por Helena Bonham Carter, retratada como uma mendiga que se transforma em fada depois que alguém faz uma boa ação.